# Ville-Marie (arrondissement)
Pour les articles homonymes, voir Ville-Marie.
Ville-Marie est un arrondissement central de la ville de Montréal, au Québec. On y retrouve à la fois le centre des affaires et le centre historique de la ville.
L'arrondissement est le cœur même de la métropole et l'un des secteurs les plus animés de celle-ci. On y trouve des églises, des gratte-ciel, des centres commerciaux, des commerces sur la rue Sainte-Catherine, ainsi que des restaurants et des cafés. On y trouve également quatre universités.
Plusieurs des quartiers commerciaux offrent une mixité résidentielle-commerciale importante, avec commerces au rez-de-chaussée et résidences sur les étages supérieures, ou un mélange de tours commerciales et résidentielles de luxe. La densité résidentielle du centre-ville de Montréal est parmi les plus élevés des centres-villes d'Amérique du Nord.
Le nom Ville-Marie, le nom original de la colonie fondée en 1642 qui deviendra Montréal, provient de la notion de ville mariale. Plusieurs villes sont ainsi dédiées à ce personnage biblique, à l'image de Lourdes, en France. Les sulpiciens, qui ont fondé et gouverné Montréal, sont de grands dévots de Marie. La vocation mariale de la ville est conçue d'avance par Jérôme Le Royer, sieur de La Dauversière.

## Géographie
D'une superficie de 16,5 km2, l'arrondissement de Ville-Marie occupe la partie centrale de la ville de Montréal, entre le mont Royal et le fleuve Saint-Laurent, sur le côté est de l'île de Montréal. Il est entouré par la ville de Westmount au sud-ouest, par les arrondissements de Côte-des-Neiges–Notre-Dame-de-Grâce, Outremont et Le Plateau-Mont-Royal au nord, Hochelaga-Maisonneuve à l'est, et Le Sud-Ouest au sud. Il comprend également les îles Sainte-Hélène et Notre-Dame dans le fleuve Saint-Laurent .

### Quartiers de référence
Les quartiers de référence en habitation sont définis par la ville de Montréal.
- Q30 Sainte-Marie
- Q37 Vieux-Montréal
- Q38 René-Lévesque (d)
- Q39 De la Montagne (d)

## Démographie
Avec plus de 89 000 habitants en 2016, la population de Ville-Marie représente 4,6 % de la population totale de l'agglomération de Montréal. La proportion des gens vivant dans la pauvreté y est plus élevée que la moyenne montréalaise : 42 % des habitants de l'arrondissement Ville-Marie ayant déclaré un revenu gagnent moins de 20 000 $ annuellement contre 36 % pour l'ensemble de l'agglomération de Montréal.

Le tableau suivant fait état de l'évolution de la population de Ville-Marie depuis 2006, soit le premier recensement canadien après la constitution de l'arrondissement. Depuis les années 2010, il est l'un des arrondissements de Montréal dont la population croît le plus rapidement. 
| 2006   | 2011   | 2016   | 2021    | 2026 |
| ------ | ------ | ------ | ------- | ---- |
| 78 876 | 84 013 | 89 170 | 104 944 | -    |

## Administration
Le conseil de l’arrondissement de Ville-Marie présente certaines particularités par rapport aux autres conseils d'arrondissement. Plutôt qu'avoir son propre maire d'arrondissement, cette fonction est occupée ex officio par le maire de Montréal. En plus d’un conseiller de la ville élu pour chacun des trois districts électoraux de l'arrondissement, le conseil d'arrondissement est complété par deux autres conseillers de la ville (élus dans d'autres arrondissements) qui sont désignés par le maire. Chaque membre du conseil d'arrondissement siège également au conseil de ville de Montréal.
| Fonction | 2009-2013,           | 2013-2017,                 | 2017-2021,                           | 2021-2025,                              |
| --- | -------------------- | -------------------------- | ------------------------------------ | --------------------------------------- |
| Maire d'arrondissement | Gérald Tremblay      | Denis Coderre              | Valérie Plante                       | Valérie Plante                          |
| Peter-McGill | Sammy Forcillo       | Steve Shanahan             | Cathy Wong                           | Serge Sasseville                        |
| Saint-Jacques | François Robillard   | Richard Bergeron           | Robert Beaudry                       | Robert Beaudry                          |
| Sainte-Marie | Pierre Mainville     | Valérie Plante             | Sophie Mauzerolle                    | Sophie Mauzerolle                       |
| Conseiller désigné 1 | Jocelyn Ann Campbell | Karine Boivin Roy (Anjou)  | Anne-Marie Sigouin (Le Sud-Ouest)    | Alia Hassan-Cournol (M.-H.-Maisonneuve) |
| Conseiller désigné 2 | Richard Deschamps    | Jean-Marc Gibeau (M.-Nord) | Richard Ryan (Le Plateau-Mont-Royal) | Vicki Grondin (Lachine)                 |
| Projet Montréal Ensemble Montréal / Équipe Denis Coderre Union Montréal Vision Montréal Coalition Montréal Vrai changement pour Montréal Indépendant |                      |                            |                                      |                                         |

L'arrondissement ne dispose pas d'une mairie d'arrondissement dédiée. Le conseil et l'administration de l'arrondissement occupent des locaux dans la tour de bureaux de la Place Dupuis, située au 800, boulevard De Maisonneuve Ouest.

### Districts électoraux
À des fins électorales, Ville-Marie est scindé en trois districts électoraux dans lesquels un conseiller municipal est élu. 

#### District Peter McGill
Le district Peter McGill recouvre une partie de l'ancien territoire du Faubourg Saint-Antoine. Il compte 31 665 habitants.
- Shaughnessy Village
- Le Mille carré doré
- Le Quartier du musée
- Le Quartier Concordia

#### District Saint-Jacques
Le district Saint-Jacques compte 28 100 habitants.
- Le Centre-ville de Montréal
- Le centre des affaires de Montréal
- Le Vieux-Montréal (comprenant le Vieux-Port de Montréal)
- Le Quartier chinois
- Le Quartier latin et le Faubourg Saint-Laurent
- Le Quartier international
- Le Quartier de la santé
- Le Quartier des spectacles
- La Cité du Havre
- La Cité du Multimédia
- Griffintown (en partie)

#### District Sainte-Marie
Il recouvre une partie de l'ancien Faubourg Sainte-Marie et compte 23 555 habitants.
- Le Centre-Sud
- Le quartier de Sainte-Marie
- Le Village gai
- Le Parc Jean-Drapeau

## Montréal souterrain
Le RÉSO, ou Montréal souterrain, consiste en 30 km de tunnels, couvrant 12 km2 et inclut 60 complexes résidentiels et commerciaux, totalisant 3,6 km2 d'espace utilisable. Ceci représente 80 % de l'espace de bureau et 35 % de l'espace commercial de l'arrondissement. Des services accessibles, on compte des banques, des hôtels, des centres commerciaux, des sièges sociaux, des édifices universitaires, des résidences de luxe, ainsi que sept stations de métro et deux stations de trains de banlieue. Le Montréal souterrain comporte plus de 120 points d'accès extérieur et plus de 500 000 personnes l'utilisent chaque jour, surtout par l'hiver montréalais. Une section du RÉSO menace de s’effondrer en août 2007 et nécessite la paralysie dans le centre-ville d’une partie critique du réseau routier.

## Attraits

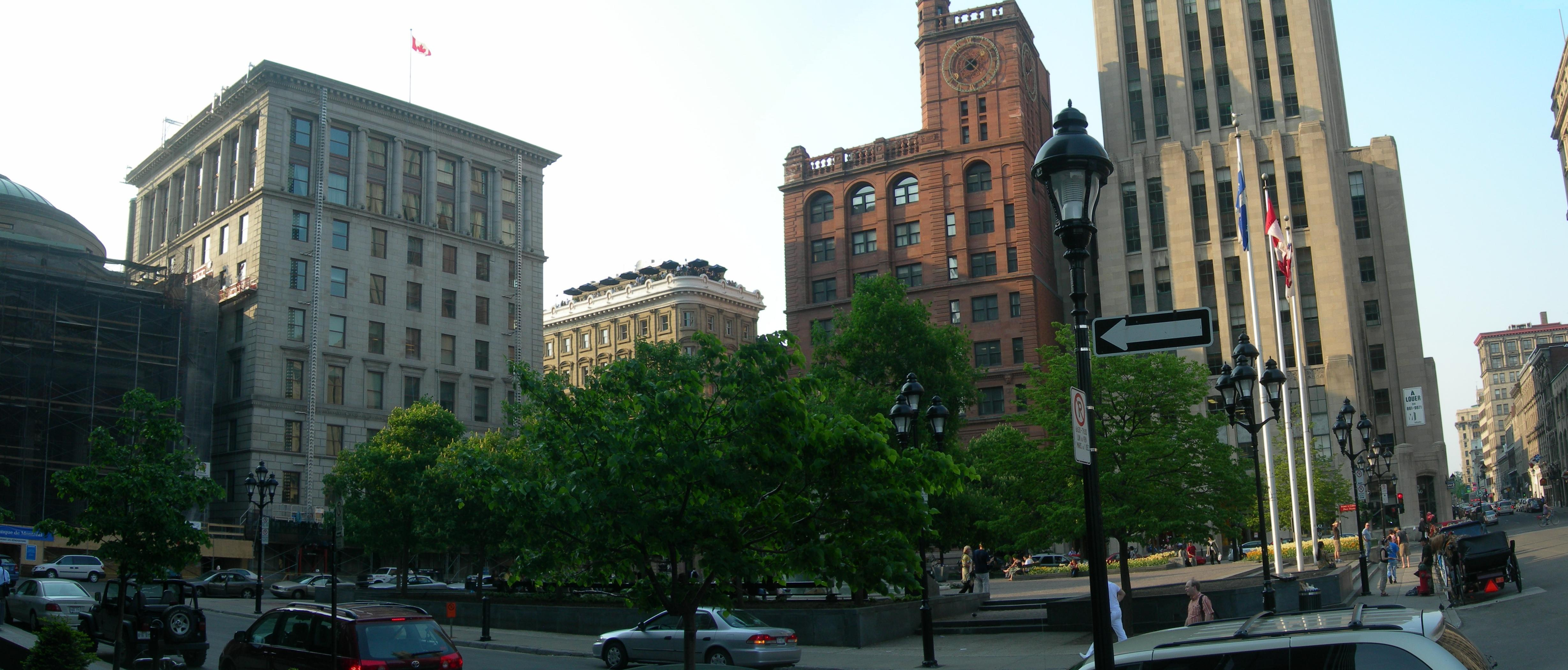
Place d'Armes coin rue Notre-Dame (à droite).

En tant qu'arrondissement englobant tant le centre-ville moderne que la cité historique de Montréal, Ville-Marie regroupe une grande proportion des principaux attraits culturels et touristiques de la ville. 
On y trouve des musées : Pointe-à-Callière, Château Ramezay, musée d'archéologie de la Chapelle Notre-Dame-de-Bon-Secours, Musée Grévin Montréal, Musée des Beaux-Arts de Montréal, Musée McCord, Musée Redpath, MEM - Centre des mémoires montréalaises.
L'arrondissement de Ville-Marie ne compte maintenant plus que sept édifices datant du régime français montréalais (fini en 1763), le Vieux Séminaire de Saint-Sulpice (1684), l'ancien Hôpital général (1693), le château Ramezay (1705), la Maison Clément-Sabrevois de Bleury (1747), la Maison Brossard-Gauvin (1750), une petite dépendance associée à l'ensemble « Maison Papineau » non accessible par la rue (1752) et la Maison Dumas (1757).
D'autres attraits principaux :
- Basilique Notre-Dame de Montréal
- Vieux Séminaire de Saint-Sulpice
- Hôtel de ville de Montréal
- Vieux-Port de Montréal
- Marché Bonsecours
- Chapelle Notre-Dame-de-Bon-Secours
- Musée Marguerite-Bourgeoys
- Place Jacques-Cartier
- Place d'Armes
- Parc Jean-Drapeau
  - Casino de Montréal
  - La Ronde
  - Biosphère de Montréal
- Place des Arts
- Lieu historique national du Canada de Sir-George-Étienne-Cartier
- Édifice Lucien-Saulnier
- Complexe Chaussegros-de-Léry
- Édifice Jacques-Viger
- Maison de la culture Frontenac
- Écomusée du fier monde

## Éducation
Trois des quatre principales universités de Montréal ont leur campus principal dans l'arrondissement de Ville-Marie : 
- Université du Québec à Montréal (UQAM), campus de l'arrondissement de Ville-Marie
- Université Concordia, campus de l'arrondissement de Ville-Marie
- Université McGill, campus de l'arrondissement de Ville-Marie
- École de technologie supérieure (ÉTS)
- Cégep du Vieux Montréal
- Collège Dawson
- Collège de Montréal
- École des métiers de la restauration et du tourisme de Montréal
- SUPINFO Montréal, école d'informatique française
- FACE

## Transport
Les principales plaques tournantes du transport en commun à Montréal se trouvent dans l'arrondissement de Ville-Marie. Trois des quatre lignes du métro de Montréal le desservent—les lignes verte, orange et jaune—ainsi que la station principale du métro, Berri-UQAM, point de convergence de ces trois lignes. S'y trouvent également la Gare centrale de Montréal, terminus des chemins de fer interurbains ainsi que des trains de banlieue et du Réseau express métropolitain (REM), un métro automatisé; la gare Lucien-L'Allier, terminus des autres lignes de train de banlieue; et la Gare d'autocars de Montréal. L'autobus 747 de la Société de transport de Montréal relie le centre-ville à l'Aéroport international Pierre-Elliott-Trudeau de Montréal, situé à Dorval; à terme, le REM va également s'y rendre. Des lignes de navette fluviale rabattent sur le Vieux-Port.
Pour les transports routiers, l'autoroute Ville-Marie (route 136) traverse l'arrondissement d'est en ouest, partiellement en souterrain, et l'autoroute Bonaventure (autoroute 10) y débouche. Le pont Jacques-Cartier relie l'arrondissement avec la ville de Longueuil sur la Rive-Sud en passant par l'île Sainte-Hélène, alors que le pont de la Concorde relie l'île de Montréal avec les îles Sainte-Hélène et Notre-Dame, qui font également partie de l'arrondissement. 
Parmi les principales rues de l'arrondissement figurent les boulevard René-Lévesque et De Maisonneuve et les rues Sainte-Catherine, Ontario, Sherbrooke, De La Gauchetière, Sainte-Antoine, Saint-Jacques, Notre-Dame et de la Commune (rues est-ouest); et les boulevards Robert-Bourassa et Saint-Laurent, les avenues McGill College, Papineau et De Lorimier et les rues Guy, Peel, McGill, De Bleury, Saint-Urbain, Saint-Denis, Berri, Atateken et Frontenac (rues nord-sud).

## Galerie

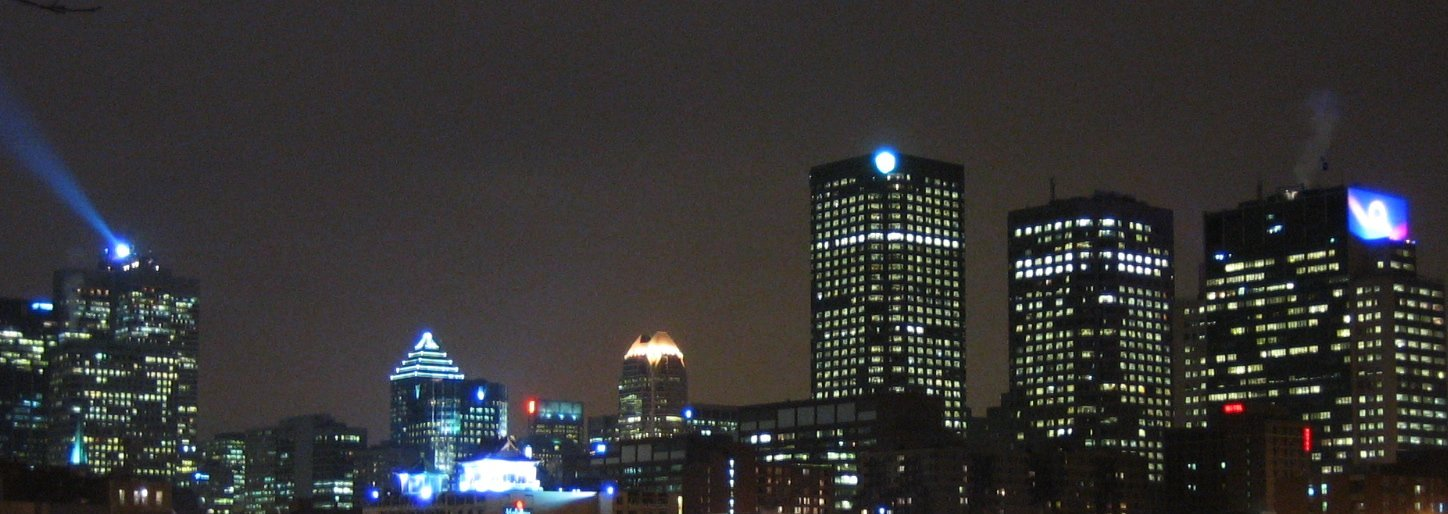
Vue nocturne à partir de la Place d'Armes ; le phare à gauche de l'image est situé sur la Place Ville-Marie, il a été installé en 1962 par la Banque Royale et lui sert de symbole
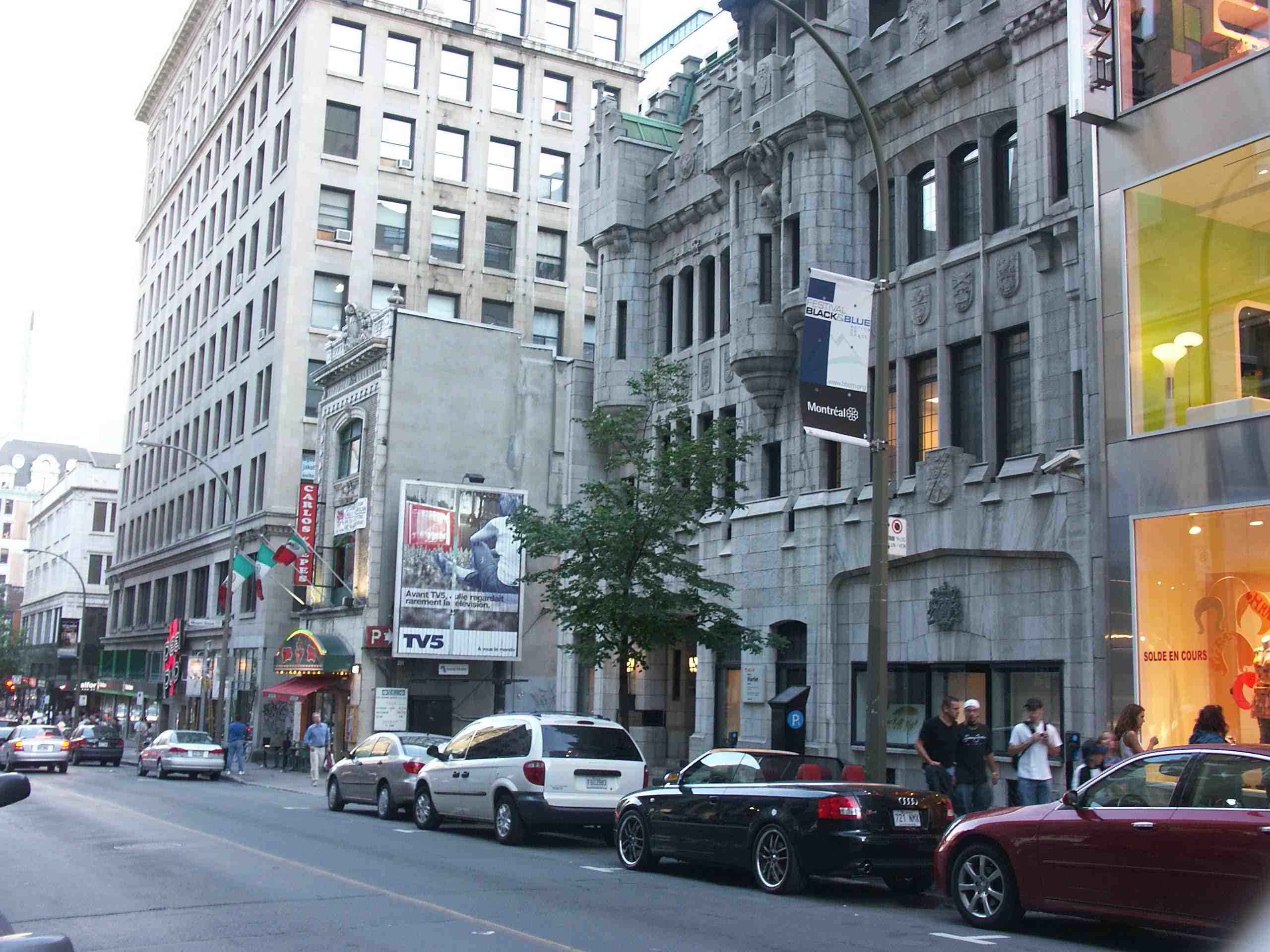
La rue Peel aux environs de la rue Sainte-Catherine
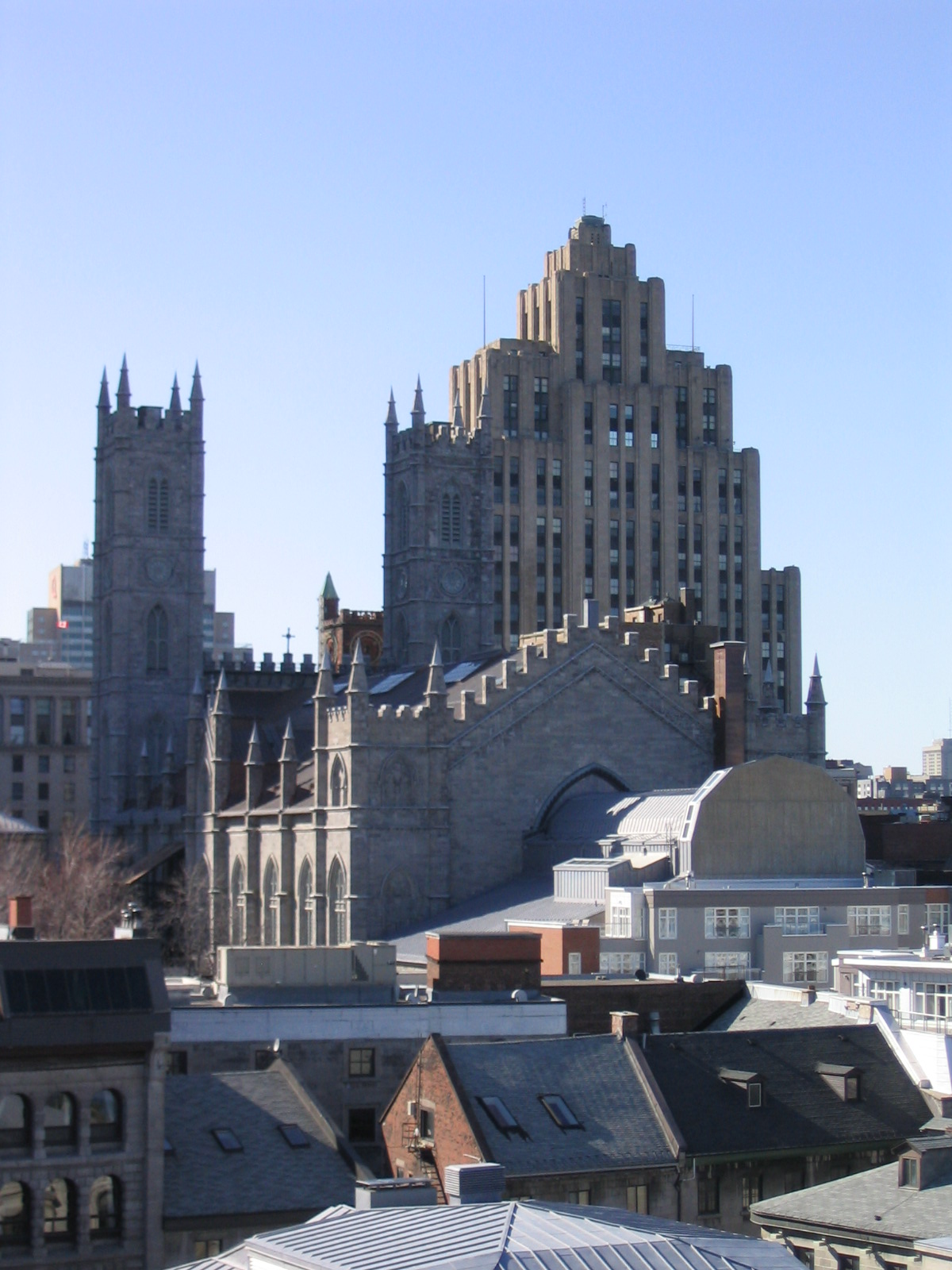
Vue de haut
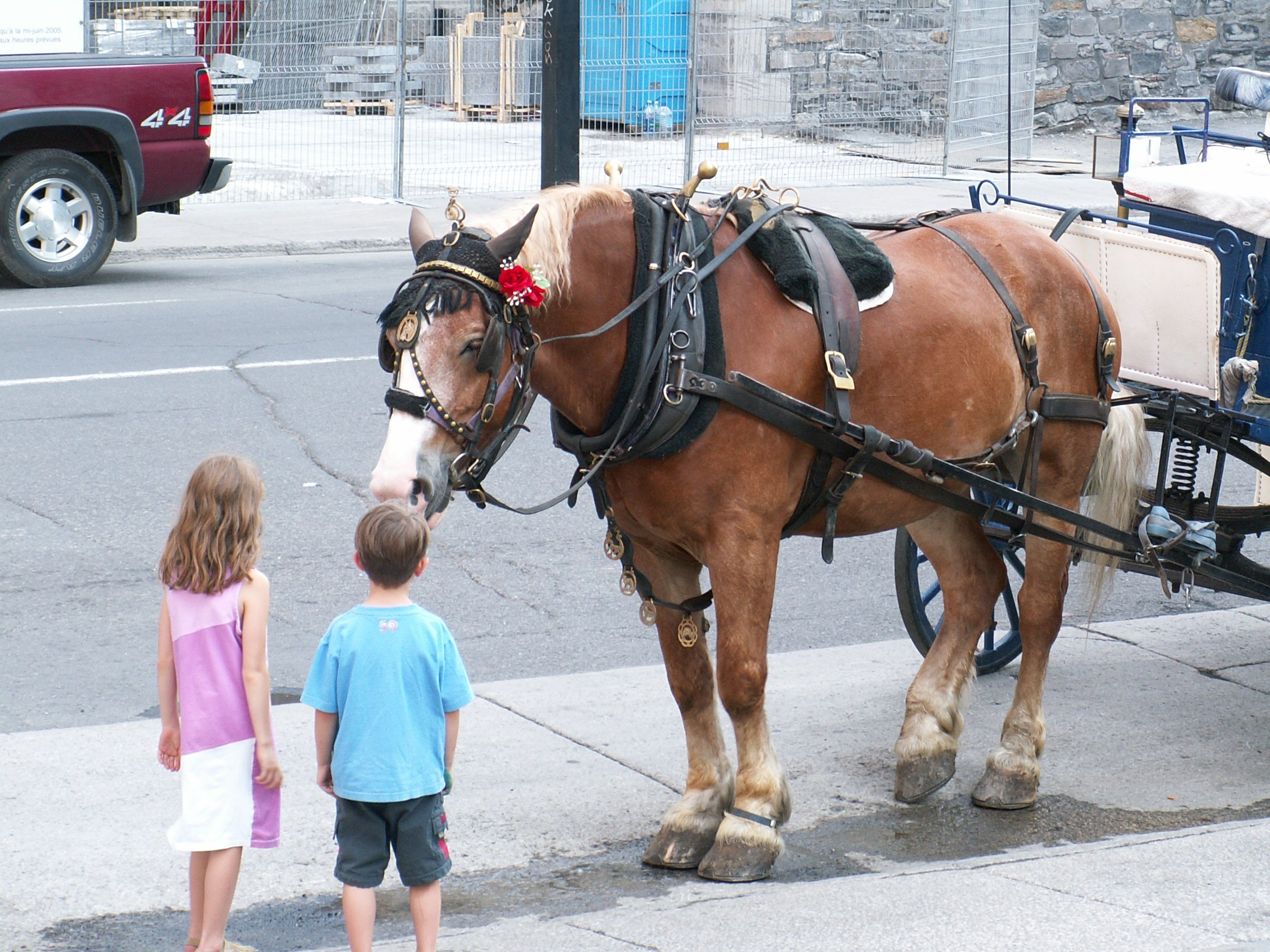
Enfants face à un cheval de calèche
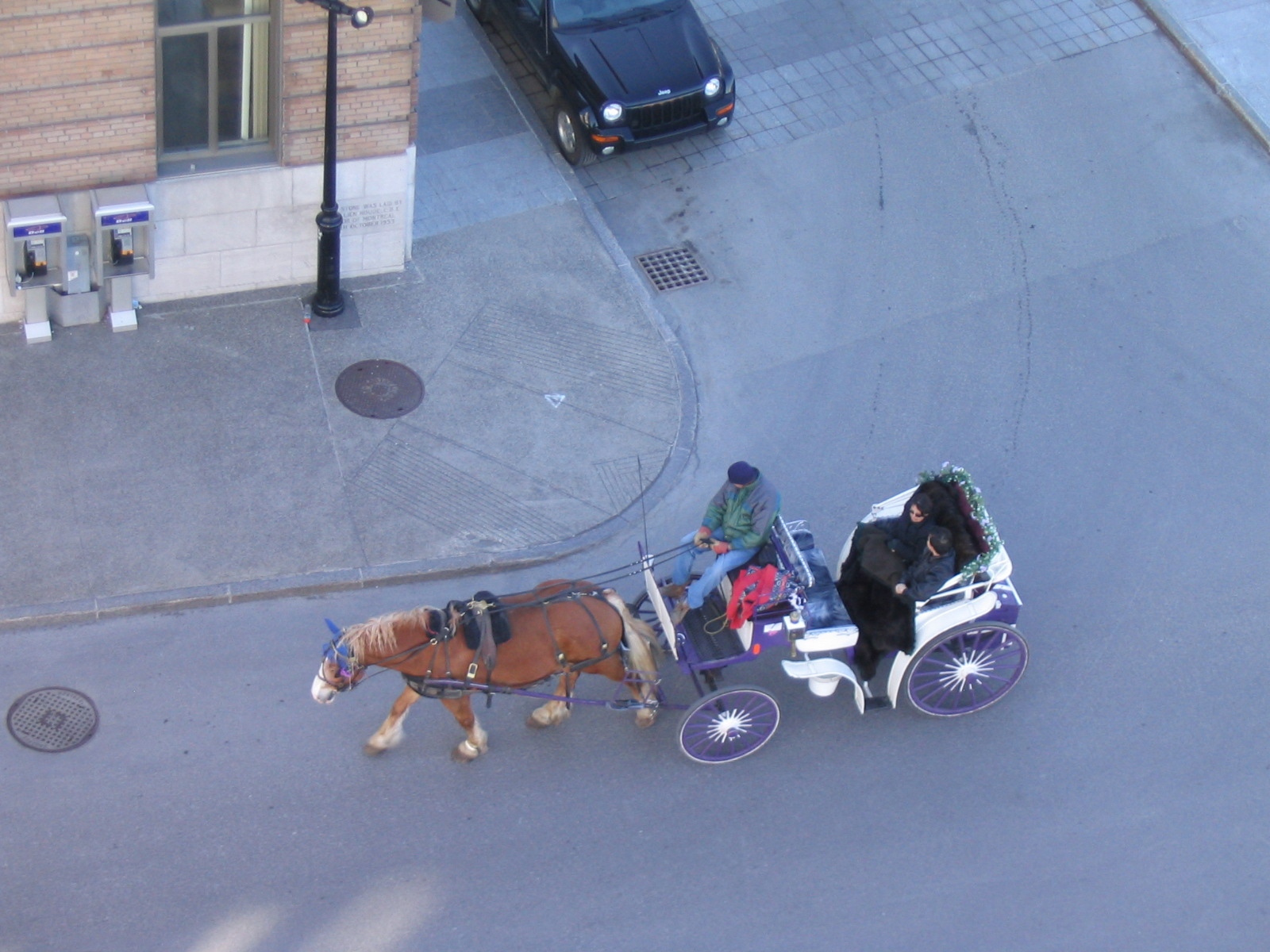
Touristes en tour de calèche
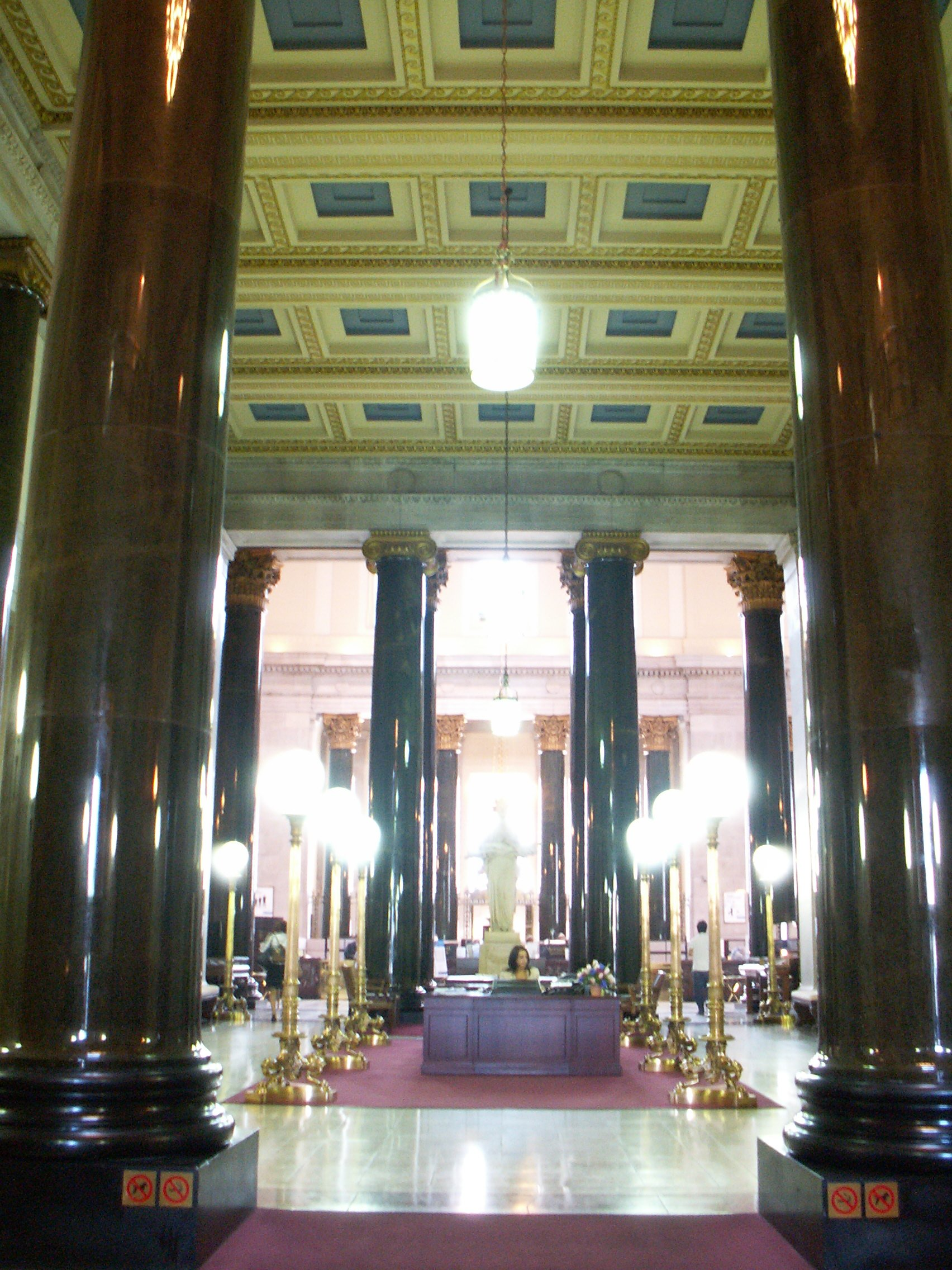
Intérieur de l'Édifice Banque de Montréal
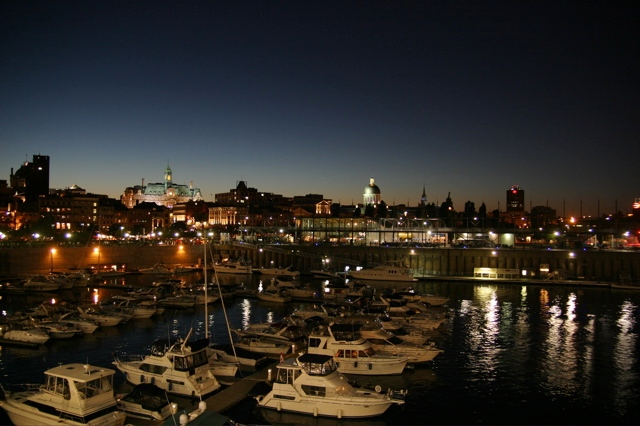
Vue à partir du Vieux-Port
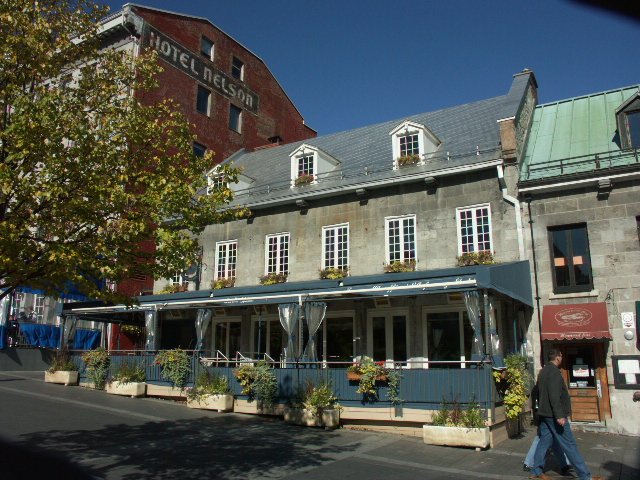
Sur la place Jacques-Cartier
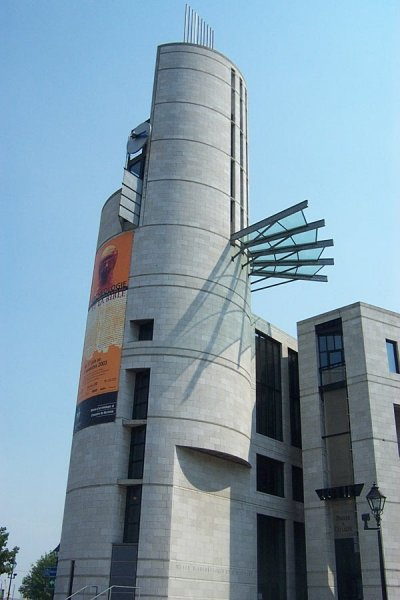
Musée Pointe-à-Callière
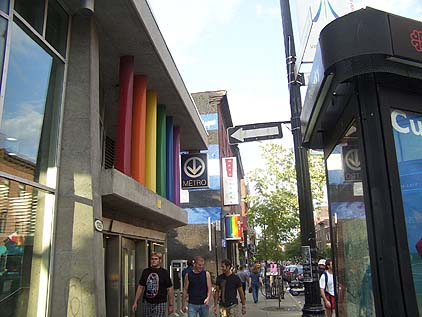
Le Village gai